# Gramática irrestrita
Em Teoria da computação, a Gramática irrestrita (conhecida também como Gramática com estrutura de frase) é também conhecida como Tipo 0 da Hierarquia de Chomsky, que são aquelas às quais nenhuma limitação é imposta. São capazes de gerar linguagens recursivamente enumeráveis. O universo das linguagens que se podem definir através dos mecanismos gerativos definidos pela gramática corresponde exatamente ao conjunto das linguagens que esta classe de gramática é capaz de gerar.

## Definição formal
Uma gramática irrestrita é uma gramática formal {\displaystyle G=(N,\Sigma ,P,S)}, onde {\displaystyle N} é um conjunto de símbolos não-terminais, {\displaystyle \Sigma } é um conjunto de símbolos terminais, {\displaystyle P} contém as produções da forma {\displaystyle \alpha \to \beta } onde {\displaystyle \alpha } e {\displaystyle \beta } são cadeias de símbolos em {\displaystyle N\cup \Sigma } e {\displaystyle \alpha } não é uma cadeia vazia. Além disso, {\displaystyle S\in N} é o símbolo inicial. Como o nome implica, não há restrições nos tipos de produções que gramáticas irrestritas podem ter.
Vale notar que {\displaystyle N} e {\displaystyle \Sigma } não são necessariamente disjuntos, uma vez que gramáticas irrestritas não fazem distinção entre símbolos terminais e não-terminais. Tal distinção existe apenas para indicar quando parar ao gerar sentenças da gramática.

## Gramáticas irrestritas e máquinas de Turing
Pode ser mostrado que gramáticas irrestritas caracterizam as linguagens recursivamente enumeráveis. Isto é o mesmo que dizer que para toda gramática irrestrita {\displaystyle G}, existe alguma máquina de Turing capaz de reconhecer {\displaystyle L(G)} e vice-versa. Dada uma gramática irrestrita, tal máquina de Turing é simples de construir como uma máquina de Turing não-determinística {\displaystyle M}, de duas fitas. A primeira fita contém a entrada w a ser testada e a segunda fita é usada pela máquina para gerar sentenças de {\displaystyle G}. {\displaystyle M} é como segue:
1. Comece na esquerda da segunda fita e repetidamente escolha entre mover para a direita ou selecionar a posição atual da fita.
2. De modo não-determinístico, escolha uma produção {\displaystyle \beta \to \gamma } das produções em {\displaystyle G}.
3. Se {\displaystyle \beta } aparecer em alguma posição na segunda fita, substitua {\displaystyle \beta } por {\displaystyle \gamma } neste ponto, possivelmente deslocando os símbolos da fita para a esquerda ou direita dependendo dos tamanhos relativos entre {\displaystyle \beta } e {\displaystyle \gamma }, i.e., se {\displaystyle \beta } for maior que {\displaystyle \gamma }, desloca os símbolos da fita para a esquerda.
4. Compare a sentença resultante na fita 2 com a palavra da fita 1. Se forem iguais, aceite. Caso contrário, volte para o passo 1.

É fácil perceber que esta máquina de Turing irá gerar todas (e apenas) as sentenças de {\displaystyle G} na segunda fita depois que o último passo for executado um número arbitrário de vezes. Assim a linguagem {\displaystyle L(G)} é recursivamente enumerável. A construção reversa também é possível. Dada uma máquina de Turing, é possível criar uma gramática irrestrita.

## Propriedades computacionais
Como pode ser esperado da equivalência entre gramáticas irrestritas e máquinas de Turing, o problema uma cadeia w pertencer ou não à linguagem de uma gramática irrestrita é indecidível. É perfeitamente possível criar uma gramática irrestrita universal, capaz de aceitar qualquer linguagem de outra gramática irrestrita, dada a descrição da linguagem, assim como é possível criar uma máquina de Turing universal. Assim, seria teoricamente possível construir uma linguagem de programação baseada em gramáticas irrestritas (e.g. Thue).